# Typhocesis macleayi
Typhocesis macleayi là một loài bọ cánh cứng trong họ Cerambycidae.